# Skolskjutningen i Uvalde, Texas
Skolskjutningen i Uvalde, Texas ägde rum den 24 maj 2022 när 18-årige Salvador Rolando Ramos sköt och dödade 21 personer på Robb Elementary School i Uvalde i Texas i USA. Tidigare samma dag sköt och skadade Ramos sin farmor innan han fortsatte till skolan. De döda var 19 barn och två vuxna. Han skadade också ett 15-tal barn och två poliser innan han själv dödades i en skottväxling med polisen.
Det var det högsta antalet döda i en skolskjutning i Texas ditintills och det högsta antalet döda i en amerikansk skolskjutning sedan massakern i Sandy Hook 2012. Det var den 27:e skolskjutningen i USA under 2022.

## Bakgrund
Uvalde är en stad i södra Texas, omkring 100 kilometer från gränsen mellan USA och Mexiko, 135 kilometer från San Antonio. I maj 2022 hade staden cirka 16 000 invånare. Majoriteten hade latinamerikanskt ursprung.
Vid tillfället var cirka 90 procent av eleverna på Robb Elementary School spansktalande och cirka 81 procent av eleverna kom från en familj med ekonomiska svårigheter. Skolan hade cirka 600 elever från andra- till fjärdeklass. Uvalde Consolidated Independent School District (UCISD), som Robb Elementary School tillhör, hade enligt uppgift flera säkerhetsåtgärder på plats vid tidpunkten för skottlossningen, inklusive fyra poliser som arbetade i skoldistriktet och en säkerhetsperson som patrullerade skolentréer och parkeringsplatser.

## Gärningsman
Salvador Rolando Ramos (född 16 maj 2004, död 24 maj 2022) föddes i North Dakota; han var bosatt i Uvalde och gick på Uvalde High School. Enligt Ramos vänner använde han och hans mor ofta droger i hemmet och bråkade ofta. Enligt klasskamrater och vänner stammade och läspade Ramos, vilket han ofta blev mobbad för under sin skoltid. Han hamnade ofta i slagsmål med klasskamrater och hade få vänner. Ramos var inte redo att avlägga examen från high school 2022 med sina klasskamrater, eftersom han hade för hög frånvaro. Han arbetade på hamburgerkedjan Wendy's i ett år men slutade en månad före skjutningen.
Ett år före skottlossningen började han lägga upp bilder på sitt Instagramkonto på automatgevär som stod på hans "önskelista". Den 16 maj 2022, samma dag som han fyllde 18 år, köpte Ramos två halvautomatiska AR-15-gevär i en lokal vapenaffär. Ramos lade upp en bild på de två gevären på sitt Instagramkonto tre dagar före skottlossningen, enligt Roland Gutierrez, en delstatssenator i Texas.

## Skjutningen
Någon gång före klockan 11.30 sköt och skadade Ramos sin farmor i deras hem i Uvalde. Hon var allvarligt skadad och flögs till sjukhus. Efter att ha kraschat en svart Ford F-150 i ett dike utanför skolan tog sig Ramos – som enligt polisen var iklädd skyddsväst, ryggsäck och svarta kläder samtidigt som han bar en pistol, ett halvautomatiskt gevär i AR-15-stil och högkapacitetsmagasin – in på skolan genom den södra entrén omkring klockan 11.30 lokal tid. Enligt polisen sköt Ramos en UCISD-polis som försökte hindra honom från att komma in i byggnaden. Skoldistriktets polischef uppskattade att skottlossningen började två minuter senare och enligt ett Facebook-inlägg från skolan stängdes skolan klockan 11.43 på grund av skottlossningen. Klockan 13.17 skickade skoldistriktet ut ett meddelande på Twitter om att det befann sig en skytt på skolan. Medan UCISD-poliser sköt mot Ramos anlände agenter från amerikanska gränspatrullens taktiska enhet. De utbytte också eld med Ramos och en agent träffades i huvudet. Enligt myndigheterna sköt och dödade en gränspatrullagent Ramos.

## Offer
Nitton barn och två vuxna inklusive en lärare i fjärde klass dödades i skolskjutningen. De dödade barnen uppgavs gå i andra, tredje och fjärde klass. Två offer dog vid ankomsten till lokala sjukhuset Uvalde Memorial Hospital. Tretton barn fördes till Uvalde Memorial Hospital. Flera andra offer fördes till universitetsjukhuset i San Antonio. Guvernör Greg Abbott uppgav att två poliser träffades av kulor men att de klarade sig utan allvarliga skador.

## Reaktioner
Representanter för USA:s president Joe Biden, som var på väg hem från en resa i Asien, meddelade att presidenten blivit informerad om skjutningen och att han skulle ge en offentlig kommentar senare samma kväll så fort han kommit hem. Efter skjutningen beordrade Biden att flaggor skulle hissas på halv stång. Biden pratade också i telefon med Texas guvernör Greg Abbott ombord på Air Force One. Vicepresident Kamala Harris fördömde attacken och uppmanade till åtgärder för att något liknande ska förhindras i framtiden. Under Bidens tal efter händelsen frågade han sig "När i Guds namn ska vi stå upp mot vapenlobbyn?” Han lade dock inte fram några konkreta planer, vilket gjorde vapenkontroll-aktivister besvikna.
Attacken fördömdes av de tidigare presidenterna Bill Clinton, Barack Obama och Donald Trump. Internationellt fördömdes skolskjutningen av olika regeringar och politiker, bland annat av Mexikos regering, som uppgav att de samarbetade med amerikanska myndigheter för att identifiera eventuella mexikanska offer i attacken. I Storbritannien hyllades offren av premiärminister Boris Johnson under ett tal i Brittiska underhuset. Skjutningen fördömdes även av Kanadas premiärminister Justin Trudeau, Ukrainas president Volodymyr Zelenskyj, Frankrikes president Emmanuel Macron, Nya Zeelands premiärminister Jacinda Ardern, Israels premiärminister Naftali Bennett, FN:s generalsekreterare António Guterres och påve Franciskus.